# アントン・プレトリウス
アントン・プレトリウス（Anton Praetorius, 1560年 リップシュタット - 1613年12月6日 ハイデルベルク近郊）は、カルヴァン派の伝道者・牧師。人文主義者として、当時よくみられた拷問のやり方に反対し、魔女裁判の理不尽さを弾劾した。一族は、ドイツ後期ルネサンス音楽から初期バロック音楽にかけて活躍した音楽家である。

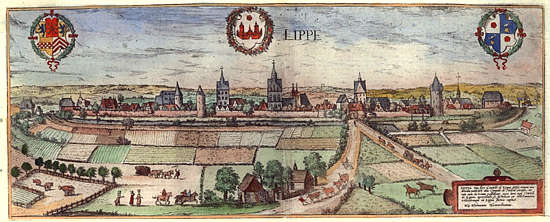
リップシュタット

## 生涯
アントン・シュルツェが本来の姓だが、後にラテン語式の「プレトリウス」に改めた。神学を学んだ後、カーメン（ヴェストファーレン）の人文主義的なラテン語学校の校長となる。同地で結婚し、息子ヨハネスをもうけたが、疫病によりマリア夫人を喪った。
ディッテルスハイム教区における最初のカルヴァン派の牧師として、ドイツにおけるカルヴァン派神学の中心地であったハイデルベルクに赴く。アントン・プレトリウスはハイデルベルク城における巨大なワイン樽に感銘を受けて、ラテン語詩「"Vas Heidelbergense" 」を1595年10月に出版した。そこでは、ワイン樽の大きさを、カルヴァン派信仰の優位の証拠と見立てて称賛している。

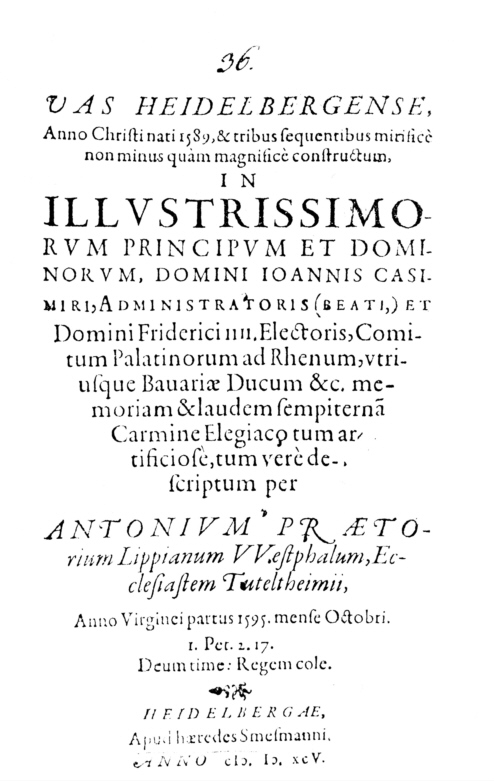
Frontpage Vas Heidelbergense Praetorius ハイデルベルク

イーゼンブルク＝ビューディンゲン＝ビルシュタイン伯家の当主ヴォルフガング・エルンストに捧げたラテン語詩（"De pii magistratus officio"）の中では、福音書とカルヴァン派の信仰に沿って民衆と教会を改革するようにキリスト教徒の権力者に訴えている。その後、同伯爵に呼ばれてビルシュタイン城の伝道者に就いた。
フランクフルト・アム・マイン近郊のビルシュタインにおいて、プレトリウスは賛美歌や教理問答書のほか、1597年に家庭向けにキリスト教教育に関する書物を出版した。1602年には、著書『"De Sacrosanctis novi foederis Jesu Christi"』において、最後の晩餐の解釈について議論に加わっている。
1597年にアントン・プレトリウスは、イセンブルク＝ビューディンゲン伯のビルシュタイン城の主任牧師に任命されると、4人の女性が魔術を用いた咎で拷問にかけられるところを目撃した。宮廷の記録によると、プレトリウス師は、被疑者の女性の責め苦にひどく取り乱し、激しく異議を唱えて、最後に生き残った女性に対する訊問をやめさせることに成功した。プレトリウスの拷問に対する抗議は、1597年のビルシュタイン城における魔女裁判の記録に認めることができる。曰く、

「牧師が激しくその女性への拷問を抗議したので、そのためこの頃に拷問が止められたことがある。（"weil der Pfarrer alhie hefftig dawieder gewesen, das man die Weiber peinigte, alß ist es dißmahl deßhalben underlaßen worden."）」

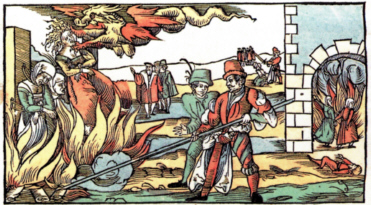
Persecution of witches

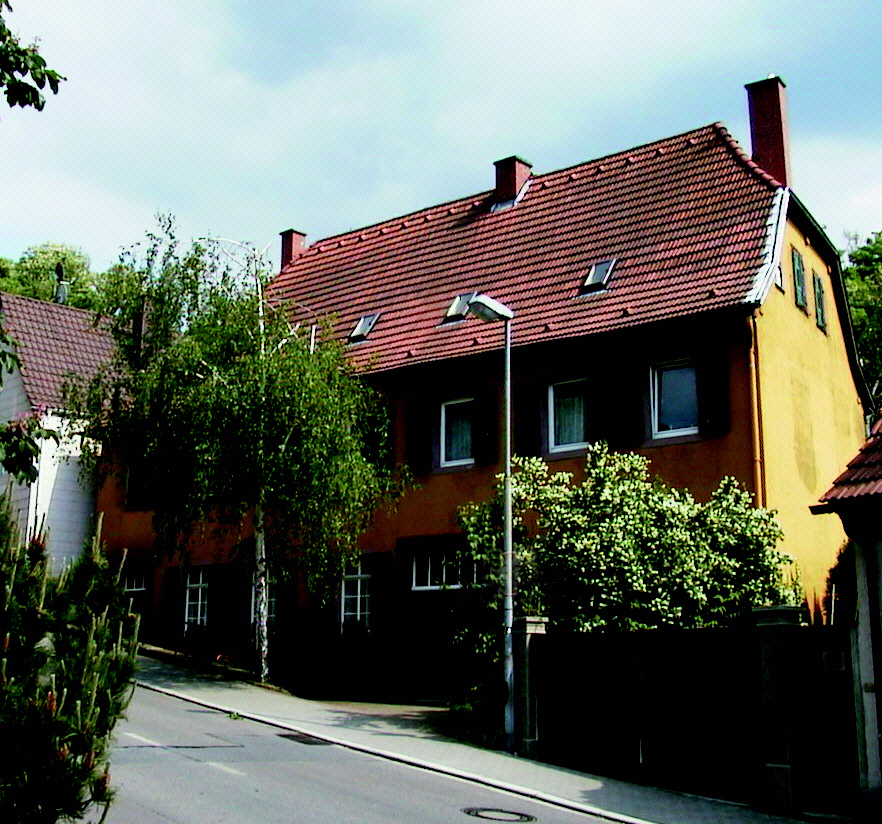
Laudenbach house pastor

その後アントン・プレトリウスはイセンブルク＝ビューディンゲン伯から解雇された。新しい任地ベルクシュトラーセ（ハイデルベルク近郊）のラウデンバッハ教区において、著書『妖術と魔女に関する徹底報告"Gründlicher Bericht über Zauberey und Zauberer" 』を上梓し、魔女狩りや「魔女」への拷問に異議を投げかけた。1598年に最初の版を出した時は、息子の名のラテン語形を用いていた（"Johannes Scultetus"、Scultetusはプレトリウスの実家シュルツェSchulze家にちなんでいる）が、1602年にはあえて実名で再版を出し、1613年にもう一度、そして死後の1629年にも同書の再版が行われた。

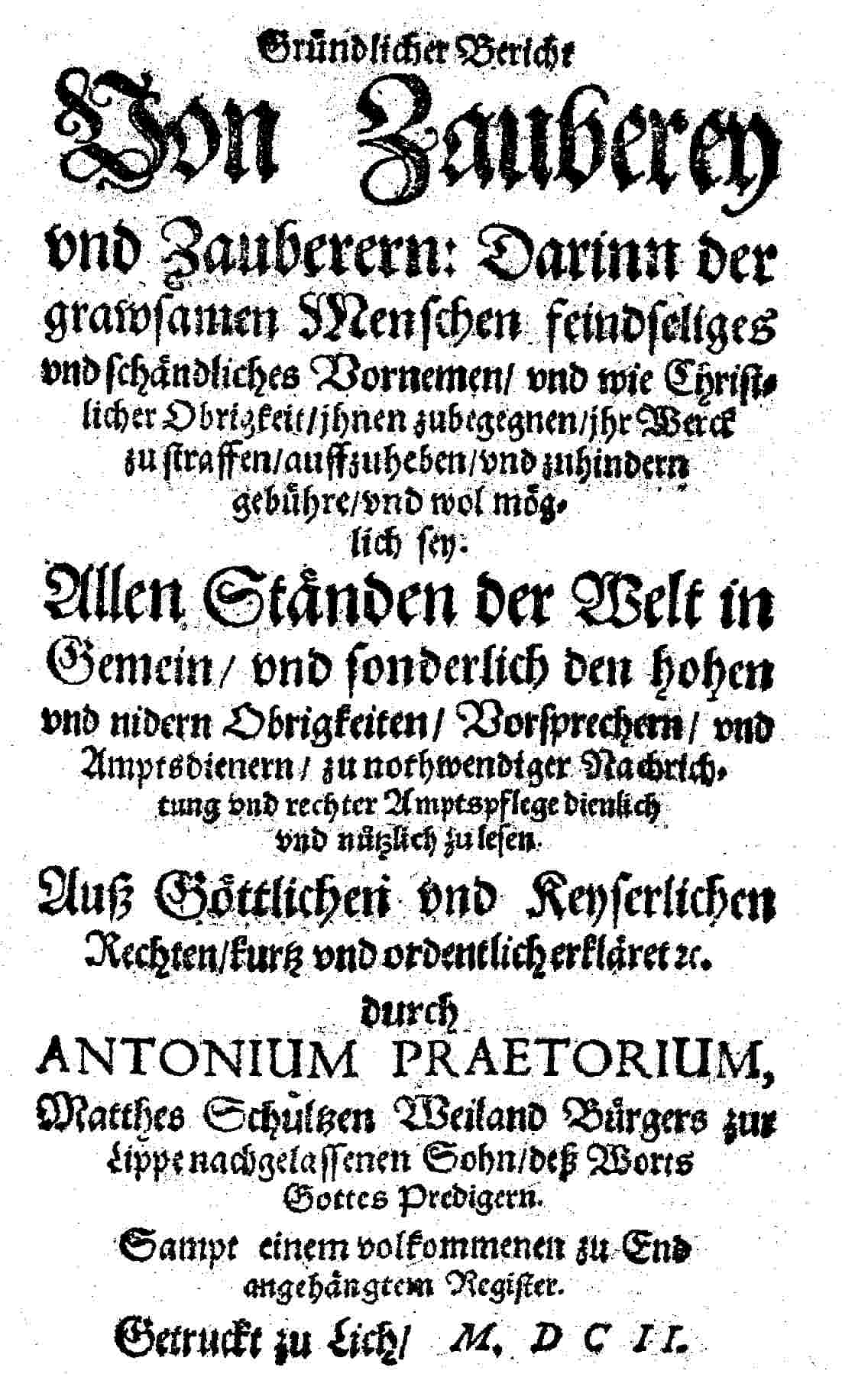
Praetorius Report on Witchcraft 1602

プレトリウス師は、囚人の置かれた恐ろしい状況を初めて記録し、虐待や拷問を弾劾した最初の人物である。『徹底報告』によってプレトリウス師は、魔女の摘発と処刑（火刑）を普及させた、マルティン・ルターやジャン・カルヴァンの態度に反対することとなった。

## 伝記（いずれもドイツ語）
- Hartmut Hegeler: Anton Praetorius, Kämpfer gegen Hexenprozesse und Folter （アントン・プレトリウス、魔女狩りと拷問に反対した闘士） Unna, 2002 ISBN 3-9808969-4-3
- Hartmut Hegeler und Stefan Wiltschko: Anton Praetorius und das 1. Große Fass von Heidelberg, (the 1. Great Wine Barrel in the Castle of Heidelberg) Unna, 2003 ISBN 3980896900